# Terminalia ferdinandiana
El gubinge, kakadu o murunga (Terminalia ferdinandiana), es una planta con flores de la familia Combretaceae, nativa de Australia, muy expandida en las planicies tropicales del noroccidente de Australia hasta el este de Arnhem. Su fruto tiene la concentración más alta de vitamina C.

## Descripción
Es un árbol fino de pequeño a mediano tamaño que crece hasta 30 m de altura. Su corteza es gris clara escamosa y las hojas caducas verde pálidas. Las flores son pequeñas, blanca cremosas, perfumadas. La floración en el hemisferio sur es de septiembre a diciembre. 
El fruto es verde amarillento, de 2 cm de largo y 1 cm de diámetro, de forma almendrada con un corto pedúnculo, y con una gran semilla. Madura de marzo en adelante.

## Usos
La fruta se ha usado como importante "alimento fruta" por los pueblos originarios australianos por miles de años. La pulpa, verde brillante, se come tal cual aunque da una sensación de sequedad rasposa en la boca, que no es muy placentera. 
Es muy notable su enorme cantidad de vitamina C ya que posee alrededor de 3150 mg / 100 g lo que la convierte en la fruta con más alta cantidad de vitamina C en el mundo respecto al camu-camu con 2800 mg / 100 g, la acerola con 1700 mg / 100 g y la guayaba con 228 mg / 100 g. La Universidad de Sídney (Unidad de Nutrición Humana) ha confirmado este excepcional contenido de vitamina C.
Está comenzando a venderse internacionalmente a altos precios. Cosechas y exportaciones ilegales de la fruta ocurren en varias partes del noroeste de Australia.

## Taxonomía
Terminalia ferdinandiana fue descrita por Arthur Wallis Exell y publicado en J. Bot. 73: 263. 1935
Etimología
Terminalia: nombre genérico que deriva su nombre del latín terminus, debido a que sus hojas están muy al final de las ramas. 
Ferdinandiana: epíteto otorgado en honor del botánico Ferdinand von Mueller.